# Tomas Davulis

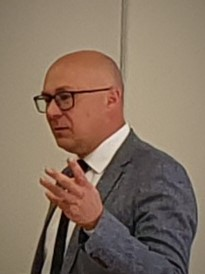
Tomas Davulis (2023)

Tomas Davulis (geb. 29. Mai 1975 in Vilnius) ist ein litauischer Jurist, Arbeitsrechtler und Verfassungsrichter, Professor an der Universität Vilnius.

## Leben
1998 absolvierte Tomas Davulis das Diplomstudium der Rechtswissenschaft an der Juristischen Fakultät der Universität Vilnius. Mit dem Stipendium der Adolf- und Margot-Krebs-Stiftung absolvierte er 2001 mit summa cum laude das Aufbaustudium (LL.M) an der Albert-Ludwigs-Universität Freiburg (Thema der Magisterarbeit: „Die Auswirkungen des europäischen Arbeitsrechts auf das Recht der Beitrittskandidaten der EU an dem Beispiel Litauens“, Betreuer - Prof. Manfred Löwisch). Tomas Davulis bekam den DAAD-Preis für hervorragende ausländische Studierende (2.000 DM). 2002 promovierte er zum Thema „Probleme der Integration des litauischen Arbeitsrechts zum EU-Rechtssystem“. 
Von 1996 bis 1999 war Tomas Davulis als Jurist am Gewerkschaftsinstitut, von 1996 bis 2000 Juriskonsult von „Litexpo“ tätig. Ab 1998 lehrte er an der Universität Vilnius. Im Jahre 2003 wurde er als Prodekan der Fakultät gewählt und ab Mai 2012 war er Dekan der juristischen Fakultät der Universität Vilnius. 2010–2013 war er der Vorsitzende des Litauischen Juristenvereins, und ab 2013 war Tomas Davulis der Präsident des Litauischen Vereins für Europäisches Recht.
Seit März 2023 ist er Richter am Verfassungsgericht der Republik Litauen.